# Jan Adamus
Jan Adamus (* 12. März 1896 in Krakau; † 19. Juni 1962 in Łódź) war ein polnischer Historiker, der sich hauptsächlich mit der Landes- und Rechtsgeschichte Polens sowie der Historiografie befasste.

## Leben
Adamus studierte Rechtswissenschaft in Wien und anschließend in Lwów, wo er 1927 unter der Leitung von Przemysław Dąbkowski promovierte. Von 1924 bis 1933 war er als Wissenschaftlicher Assistent an der Universität Lwów tätig. 1933 habilitierte er an der Universität Vilnius. Anschließend leitete er das Stadtarchiv in Vilnius.
Nachdem Litauen samt Vilnius von der Sowjetunion annektiert worden war, wurde Adamus in ein Lager deportiert. 1941 wurde er freigelassen und schloss sich der polnischen Armee an, mit der er 1942 bis in den Nahen Osten gelangte. 1944 siedelte Adamus nach Großbritannien um.
1947 kehrte er nach Polen zurück und dozierte ab 1949 an der Universität Łódź, wo er ab 1954 als außerordentlicher Professor und ab 1958 als ordentlicher Professor lehrte.

## Veröffentlichungen (Auswahl)
- Zastaw w prawie litewskim XV i XVI wieku, 1925
- Z badań na dzierżeniem w polskim prawie średniowiecznym, 1933
- O monarchii Gallowej, 1952
- Polska teoria rodowa, 1958
- Monarchizm i republikanizm w syntezie dziejów Polski, 1961